# Mirko Messner
Mirko Messner, avstrijski koroškoslovenski politik, slavist in publicist * 16. december 1948, Slovenj Gradec.

## Življenje
Messner se je rodil v družini koroškega pisatelja in pesnika Janka Messnerja in mame Makedonke. Po maturi je na dunajski univerzi študiral slavistiko in germanistiko. Pozneje se je zaposlil v zasebnem podjetju in deloval tudi kot publicist.
Politično dejaven je bil že kot dijak, ko je deloval v socialističnem dijaškem združenju. Med študijem se je priključil komunističnemu študenskemu združenju in leta 1973 vstopil v Komunistično partijo Avstrije. Dejaven pa je bil tudi v študentskem združenju koroških Slovencev.
Leta 1987 je zaradi nestrinjanja s politiko v manjšinskem vprašanju oddal vse svoje funkcije v stranki in izstopil iz tedanjega centralnega komiteja. Po strankinem obnovitvenem kongresu v Gradcu se je ponovno vključil in je postal govornik za manjšinjska vprašanja, leta 2006 pa predsednik stranke, skupaj z Melino Klaus. Na državnozborskih volitvah v Avstriji leta 2006 je bil prvi kandidat Komunistične partije Avstrije (KPÖ), glasovi za stranko so se skorajda podvojili (na 1 %), vendar to ni zadostovalo, da bi prišla v parlament. Prvi kandidat stranke je bil tudi na državnozborskih volitvah 2008.